# Fabrizio Contri
Fabrizio Contri (Massa, 13 maggio 1961) è un attore italiano.

## Biografia
Attore di teatro, recita in numerose fiction televisive come La piovra 8 e 9, Distretto di Polizia, Don Matteo e Incantesimo 8. Nelle serie televisive di Sky dirette da Giuseppe Gagliardi 1992, 1993 e 1994, interpreta Marcello Dell'Utri, stretto collaboratore di Silvio Berlusconi. Diretto da Marco Bellocchio, interpreta Giulio Andreotti nel film in due parti Esterno notte, presentata in anteprima al Festival di Cannes 2022 e in TV in onda come miniserie.

## Formazione ed attività artistiche
- Scuola del Teatro Stabile di Genova.
- Collabora come insegnante alla Scuola di recitazione del Teatro Stabile di Genova.

## Filmografia

### Cinema
- Guido che sfidò le Brigate Rosse, regia di Giuseppe Ferrara (2006)
- Il volto di un'altra, regia di Pappi Corsicato (2013)
- Esterno notte, regia di Marco Bellocchio (2022)
- Rapito, regia di Marco Bellocchio (2023)
- La fortuna è in un altro biscotto, regia di Marco Placanica (2023)
- Il complottista, regia di Valerio Ferrara (2024)

### Televisione
- La piovra 8 - Lo scandalo, regia di Giacomo Battiato – miniserie TV (1997)
- La piovra 9 - Il patto, regia di Giacomo Battiato – miniserie TV (1998)
- Fine secolo – serie TV (1999)
- Una sola debole voce, regia di Alberto Sironi – miniserie TV (1999)
- Giornalisti – serie TV (2000)
- Una sola debole voce, regia di Gianluigi Calderone – miniserie TV (2001)
- Don Matteo 2 – serie TV (2001)
- Il bello delle donne 2 – serie TV (2002)
- Distretto di Polizia 4 – serie TV, 7 episodi (2003)
- Amanti e segreti – serie TV (2004)
- Incantesimo 8, regia di Alessandro Cane e Tommaso Sherman – soap opera (2005)
- Distretto di Polizia – serie TV, episodio 5x18 (2005)
- Il bambino della domenica, regia di Maurizio Zaccaro – miniserie TV (2008)
- Lo smemorato di Collegno, regia di Maurizio Zaccaro – miniserie TV (2009)
- L'ultima trincea, regia di Alberto Sironi (2009)
- Nero Wolfe – serie TV (2012)
- 1992 – serie TV, 6 episodi (2015)
- Non uccidere – serie TV, episodio 1x10 (2016)
- Il sindaco pescatore, regia di Maurizio Zaccaro – film TV (2016)
- 1993 – serie TV, episodi 2x01-2x06 (2017)
- 1994 – serie TV, episodi 3x01-3x02 (2019)
- Come una madre, regia di Andrea Porporati – miniserie TV, 5 episodi (2020)

## Teatro
- Risveglio di primavera di Frank Wedekind, regia di Marco Bernardi
- La ragazza sul divano di Jon Fosse regia di Valerio Binasco
- Agosto a Osage County,[1] di Trecy Letts regia di Filippo Dini
- Sherpa di Roland Schimmelpfennig, regia di Giorgina Pi
- Rumori fuori scena di Michael Frayn, regia di Valerio Binasco
- Amleto di William Shakespeare, regia di Valerio Binasco
- Arlecchino, servitore di due padroni di Carlo Goldoni, regia di Valerio Binasco
- Don Giovanni di Molière, regia di Valerio Binasco
- Il borghese gentiluomo di Molière, regia di Armando Pugliese
- Sarto per signora di Georges Feydeau, regia di Valerio Binasco
- Il bugiardo di Carlo Goldoni, regia di Valerio Binasco
- Il mercante di Venezia di William Shakespeare, regia di Valerio Binasco
- La tempesta di William Shakespeare, regia di Valerio Binasco
- Romeo e Giulietta di William Shakespeare, regia di Valerio Binasco
- Una specie di Alaska di Harold Pinter, regia di Valerio Binasco
- Un giorno d'estate di Jon Fosse, regia di Valerio Binasco
- E la notte canta di Jon Fosse, regia di Valerio Binasco
- L'illusione comica di Pierre Corneille, regia di Marco Sciaccaluga
- Otello di William Shakespeare, regia di Gabriele Lavia
- Riccardo II di William Shakespeare, regia di Gabriele Lavia
- Re Lear di William Shakespeare, regia di Gabriele Lavia
- La bisbetica domata di William Shakespeare, regia di Marco Sciaccaluga
- L'ispettore generale di Gogol, regia di Marco Sciaccaluga
- Tito Andronico di William Shakespeare, regia di Peter Stein
- Amleto di William Shakespeare, regia di Carlo Cecchi
- La dodicesima notte di William Shakespeare, regia di Marco Sciaccaluga
- Cirano di Bergerac di Edmond Rostand, regia di Marco Sciaccaluga
- Roberto Zucco di Bernard-Marie Koltès, regia di Marco Sciaccaluga
- Re Cervo di Carlo Gozzi, regia di Marco Sciaccaluga
- Arden of Faversham, regia di Marco Sciaccaluga
- L'egoista di Carlo Bertolazzi, regia di Marco Sciaccaluga

## Riconoscimenti
- Premio Paolo Borsellino Città di Fiumicino – Contro tutte le mafie 2008 per le interpretazioni in La piovra 8 - Lo scandalo e Una sola debole voce
- Candidatura al Premio Ubu per il teatro contemporaneo italiano per l'interpretazione di Ariel ne La tempesta, regia di Valerio Binasco